# 黒塚

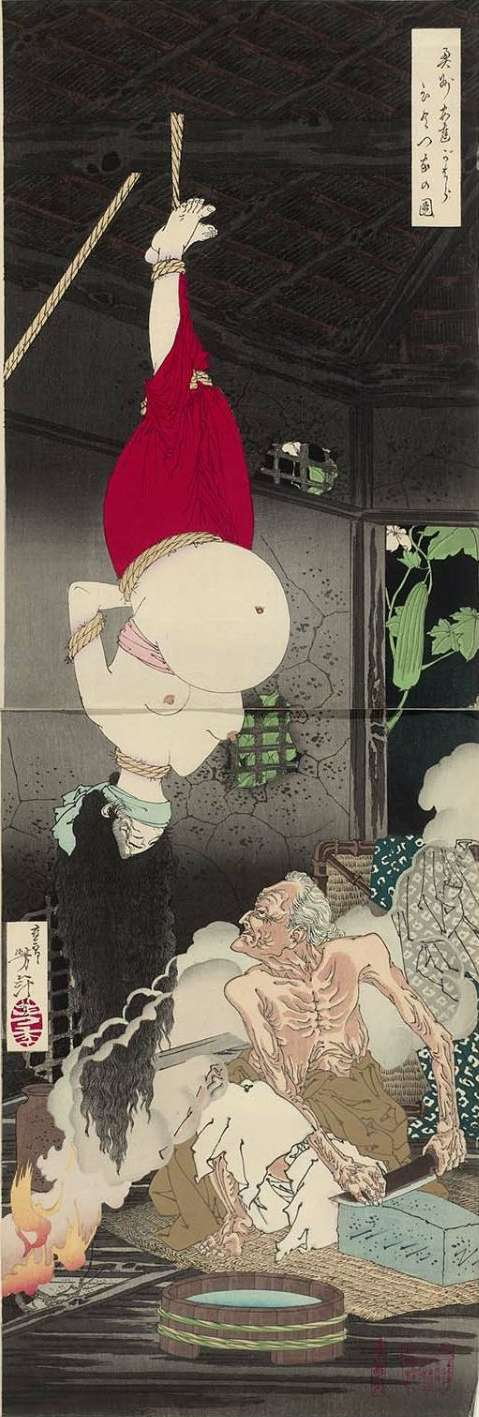
『奥州安達が原ひとつ家の図』（月岡芳年画）
この錦絵は「風俗壊乱」として政府により発禁処分となった。

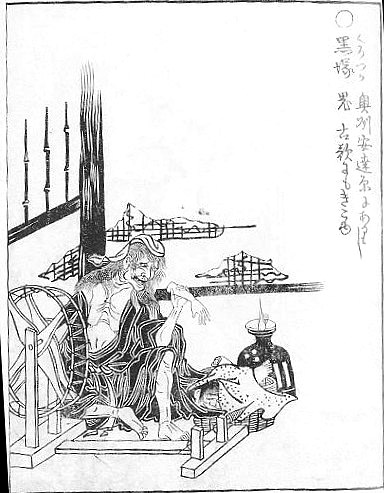
鳥山石燕『画図百鬼夜行』より「黒塚」

黒塚（くろづか）は、福島県二本松市（旧安達郡大平村）にある鬼婆の墓、及びその鬼婆にまつわる伝説。安達ヶ原（阿武隈川東岸の称。安達太良山東麓とも）に棲み、人を喰らっていたという「安達ヶ原の鬼婆（あだちがはらのおにばば）」として伝えられている。
黒塚の名は正確にはこの鬼婆を葬った塚の名を指すが、現在では鬼婆自身をも指すようになっている。能の『黒塚』も、長唄・歌舞伎舞踊の『安達ヶ原』、歌舞伎・浄瑠璃の『奥州安達原』もこの黒塚の鬼婆伝説に基づく。

## 伝説
黒塚の近隣にある観世寺の発行による『奥州安達ヶ原黒塚縁起』などによれば、鬼婆の伝説は以下のように伝わっている。
神亀丙寅の年（726年）の頃。紀州の僧・東光坊祐慶（とうこうぼう ゆうけい）が安達ヶ原を旅している途中に日が暮れ、一軒の岩屋に宿を求めた。そこには一人の老婆が住んでいた。祐慶を親切そうに招き入れた老婆は、薪が足りなくなったのでこれから取りに行くと言い、奥の部屋を絶対に見てはいけないと言いつけて岩屋から出て行った。しかし、祐慶が好奇心から戸を開けて奥の部屋をのぞくと、そこには人骨が山のように積み上げられていた。驚愕した祐慶は、安達ヶ原で旅人を殺して血肉を貪り食うという鬼婆の噂を思い出し、あの老婆こそが件の鬼婆だと感付き、岩屋から逃げ出した。
しばらくして岩屋に戻って来た老婆は、祐慶の逃走に気付くと、恐ろしい鬼婆の姿となって猛烈な速さで追いかけて来た。鬼婆は祐慶のすぐ後ろまで迫り、絶体絶命の中で彼は旅の荷物の中から如意輪観世音菩薩の像を取り出して必死に経を唱えた。すると菩薩像が空へ舞い上がり、光明を放ちつつ破魔の白真弓に金剛の矢をつがえて射ち、鬼婆を仕留めた。
鬼婆は命を失ったものの、観音像の導きにより成仏した。祐慶は阿武隈川のほとりに塚を造って鬼婆を葬り、その地は「黒塚」と呼ばれるようになった。鬼婆を得脱に導いた観音像は「白真弓観音（白檀観音とも）」と呼ばれ、後に厚い信仰を受けたという。
なお、伝説にある年代（奈良時代前期）とは異なるものの、祐慶は平安時代後期に実在した人物であり、『江戸名所図会』などに「東光坊阿闍梨宥慶」の名で記載されており、1163年（長寛元年）に遷化したとされる。

## 別説
鬼婆の顛末については、以下のような別説もある。
- 観音像の力で雷鳴が轟き、鬼婆は稲妻に打たれて絶命した[4]。
- 鬼婆は殺されたのではなく、改心させられて仏教へ帰依し、高僧となった[5]。
- 祐慶は追いかけてくる鬼婆から必死に逃げ、夜が明けたのでそのまま逃げ切り、命が助かった[1]。

また以下のように、祐慶は鬼婆に偶然出遭ったのではなく、鬼婆を討つ目的で安達ヶ原へ向かったという伝説もある。
祐慶は安達ヶ原で旅人たちを襲う鬼婆の調伏の命を受け、ただちに安達ヶ原へ向かった。しかし一足遅く、鬼婆は北方へ逃走していた。後を追って尾山（現・宮城県角田市）で鬼婆に追いついた祐慶は、鬼婆に斬りつけた。しかし惜しくも鬼婆はわずかに傷を負ったのみで逃げ去ってしまい、祐慶はその地に一堂を建立した。
その約3年後。ある旅人が鬼婆を目撃し、報せを受けた祐慶はすぐさま退治に向かい、逃走する鬼婆を追い詰めた末、見事に退治した。鬼婆の頭部は祐慶の建てた堂に保管され、胴体は尾山のとある丘に埋められ、供養のために桜が植えられた。
鬼婆の頭部があった東光寺は後に廃寺となり、祐慶の子孫とされる安達家に頭蓋骨が伝えられている。この安達家の名も安達ヶ原に由来しており、尾山には他に安達という名は確認されていない。また、胴体を埋めた跡に植えられた桜は、後に見事な大木に育ち、毎年美しい花を咲かせているという。

## 鬼婆の由来

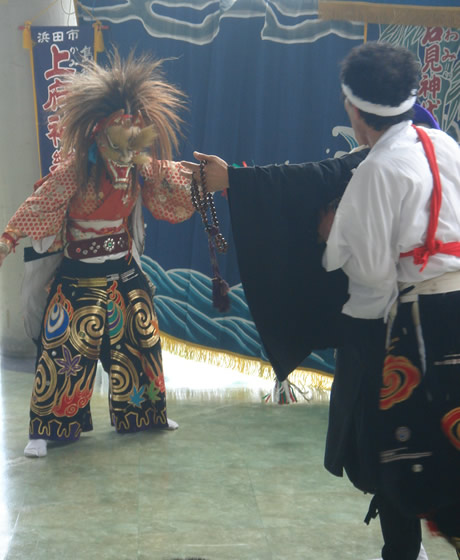
石見神楽演目「黒塚」

前述の観世寺の近隣には恋衣地蔵という地蔵があるが、これは鬼婆に殺された恋衣という女性を祀ったものとされ、この地蔵の由来として、鬼婆が人間から鬼婆に変じた物語が以下のように伝わっている。
その昔、岩手という女性が京の都の公家屋敷に乳母として奉公していた。だが、彼女の可愛がる姫は生まれながらにして不治の病におかされており、5歳になっても口がきけないほどだった。
姫を溺愛する岩手は何とかして姫を救いたいと考え、妊婦の胎内の胎児の生き胆が病気に効くという易者の言葉を信じ、生まれたばかりの娘を置いて旅に出た。
奥州の安達ヶ原に辿りついた岩手は岩屋を宿とし、標的の妊婦を待った。長い年月が経ったある日、若い夫婦がその岩屋に宿を求めた。女の方は身重である。ちょうど女が産気づき、夫は薬を買いに出かけた。絶好の機会である。
岩手は出刃包丁を取り出して女に襲い掛かり、女の腹を裂いて胎児から肝を抜き取った。だが女が身に着けているお守りを目にし、岩手は驚いた。それは自分が京を発つ際、娘に残したものだった。今しがた自分が殺した女は、他ならぬ我が子だったのである。
あまりの出来事に岩手は精神に異常を来たし、以来、旅人を襲っては生き血と肝をすすり、人肉を喰らう鬼婆と成り果てたのだという。
なお、岩手が奉公していた「公家」とは武家時代以降に用いられた言葉だが、祐慶が鬼婆に出遭った神亀年間は平安遷都すら行われていない時代のため、岩手が奉公していた時代には、奉公先のはずの京の都自体が存在していないという矛盾がある。また、岩手という名は戯曲の『岩手』で創作された名前であり、実在するはずがない。以上の理由から、この鬼婆の由来に関する伝説は、一種の方便として作られたものと見られている。
また、青森県にはこれとは別に、鬼婆の由来を説く伝説が以下のように伝わっている。
白河天皇の時代。源頼義の家来の安達という武士が、頼義に敵地である陸奥への潜入を命じられ、いわという名の妻を連れ、幼い娘を乳母に預けて陸奥へ赴いたが、敵に討たれて命を落とした。いわは夫の霊を異郷に残して故郷へ戻るのはしのびなく、そのまま陸奥に留まった。数十年後、いわの住む庵に、旅の若夫婦が宿を求めた。女のほうは身重だった。故郷に帰りたくても帰れない身のいわは、仲睦まじい上にもうすぐ子宝に恵まれる幸せそうな夫婦に殺意を覚え、ついに包丁で女の命を奪った。しかしその女は、他ならぬ彼女の娘だとわかり、いわは7日7晩泣き明かした挙句に心を病み、旅人を襲う鬼婆となった。
青森の三戸郡五戸町浅水には、鬼婆が人を殺した際に包丁を洗ったという滝が伝わっており、浅水（あさみず）という地名も、安達ヶ原へ行った者は殺されるために翌朝を迎えることができないという意味の「朝見ず」が由来とされている。

## 史跡・その他

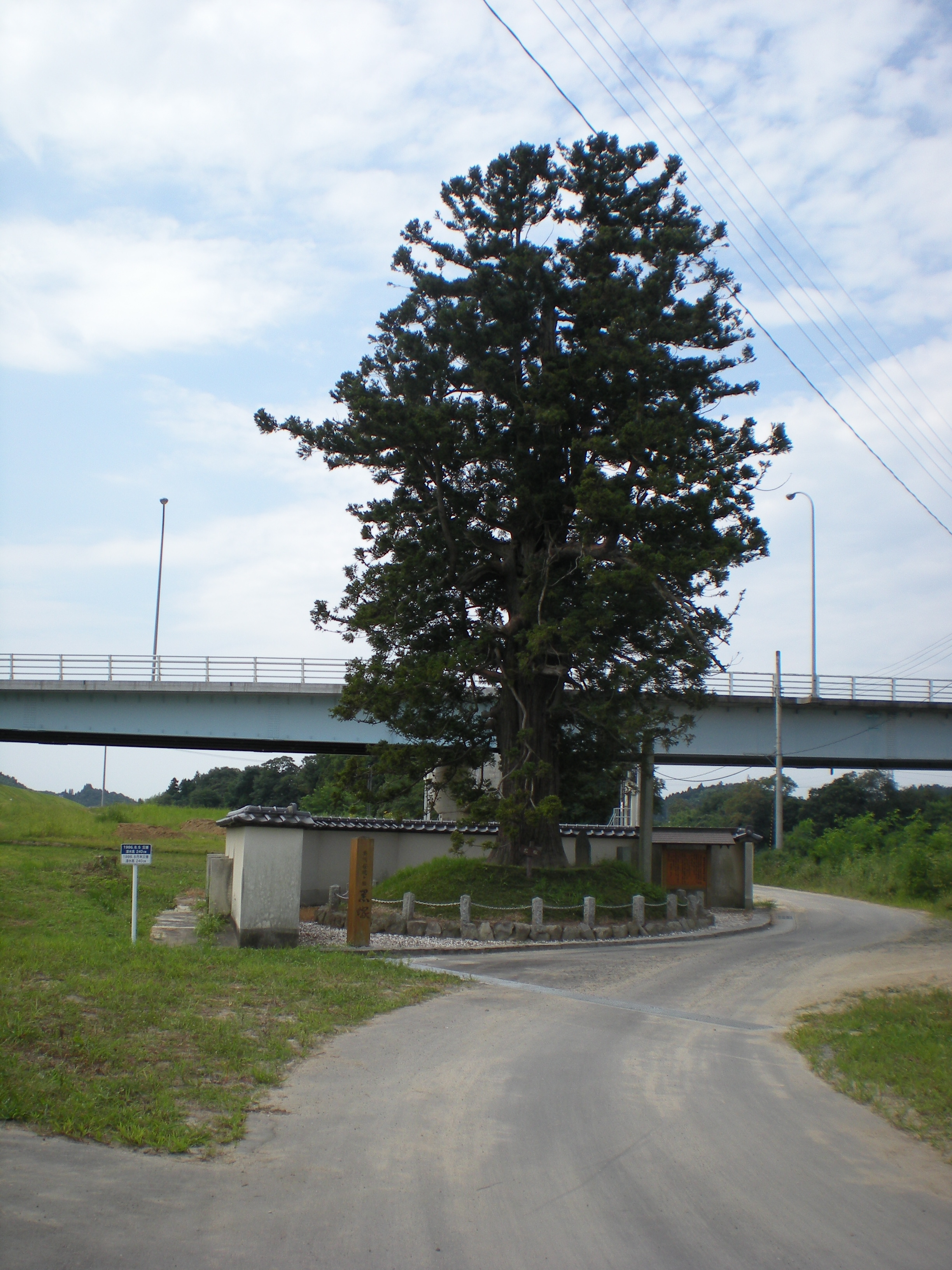
黒塚

上記の観世寺は、祐慶が観音像を祀るために建立した寺であるとされている。同寺の境内には鬼婆像の他、鬼婆の墓や、鬼婆の住んでいた岩屋、血で染まった包丁を洗ったという池など黒塚伝説にまつわる物が多く残されており、観光客も多い。伝説は時を経てなお人々の心に恐怖と哀しみを与え続けているといわれ、俳人・正岡子規もこの寺を訪れ「涼しさや聞けばむかしは鬼の塚」と詠んでいる。また寺にある如意輪観世音菩薩の胎内には、祐慶が鬼婆退治に用いたとされる如意輪観世音菩薩が埋め込まれており、60年ごとに開帳される。
二本松市内の観光施設「安達ヶ原ふるさと村」では、この鬼婆伝説を再現した「黒塚劇場」が開催された他、本来の伝説のおどろおどろしさを払拭すべく、鬼婆の姿を二頭身にディフォルメした「バッピーちゃん」をイメージキャラクターとしたりと、様々な工夫がなされている。黒塚劇場は前後に舞台を設け緞帳代わりに障子、老婆の姿の精巧なロボットが語り部となり、後半は客が180度向きを変えて続きが演じられる二舞台方式だった。2007年に「ふるさと村」が無料開放されることに伴い黒塚劇場は閉鎖された。

## 平兼盛の短歌
平安時代、三十六歌仙の1人である平兼盛が以下のように詠んでいる（『拾遺和歌集』巻九・雑下）。

名取郡黒塚に重之が妹あまたありと聞きつけていひつかしける
　陸奥（みちのく）の安達が原の黒塚に鬼籠もれりと言ふはまことか

これは黒塚に住む三十六歌仙の1人、源重之の姉妹たちに対して兼盛が送った恋歌である。姉妹たちを「鬼」とたとえたのは、辺境の陸奥に住む娘たちを深窓の令嬢と推測し、隠れて姿を現さない「鬼」を掛けた洒落の一種である。
兼盛の時代以前より黒塚の鬼婆伝説が存在し、兼盛はそれを下敷きとしてこの歌を作ったといわれるが、逆に歌の方が伝説より先に存在し、この歌が後に文字通りの意味に解釈され、黒塚に鬼婆が住むという伝説が生まれたという説もある。

## 発句
- 黒塚や白塚と化す雪女 - 名古屋清直（ゆめみ草）
- 黒塚や跡追ふて来る一しぐれ
  - 芭蕉とされているが偽作（かんこ鳥塚）。
- 黒塚や鬼こもるとも人すずし
  - 芭蕉とされているが「つかの間や鬼こもるとも夕すずみ（維舟）」が誤伝されたもの。
- 黒塚の誠こもれり雪女 - 其角（雑談集）
- 黒塚の客あしらひや閨の雪 - 其角
- 夏木だち黒塚遠く雲渡る - 嘯山
- 黒塚や蚋旅人を追ひまはる - 暁台

## 各地の鬼婆伝説
安達ヶ原と同様の鬼婆の伝承は、埼玉県さいたま市にも「黒塚の鬼婆」として伝わっている。江戸時代の武蔵国の地誌『新編武蔵風土記稿』には、祐慶が当国足立ヶ原（あだちがはら）で黒塚の悪鬼を呪伏して東光坊と号したとあり、前述の平兼盛の短歌もこれを詠んだものだとある。東光寺（さいたま市）の撞鐘の銘文にも、かつて安達郡にあった黒塚という古墳で、人々を悩ませていた妖怪を祐慶が法力で伏したとある。寛保時代の雑書『諸国里人談』によればこちらが伝説の本家とされ、昭和以前には、埼玉のほうが東京に近く知名度が上ということもあり、埼玉を本家と支持する意見が多かった。歌舞伎の『黒塚』を上演する際に俳優がこちらを参詣することもある。
昭和初期には、福島の安達ヶ原と埼玉の足立ヶ原の間で、どちらが鬼婆伝説の本家かをめぐる騒動が勃発した。これに対し、埼玉出身の民俗学者・西角井正慶が埼玉側を「自分たちの地を鬼婆発祥の地とすることは、この地を未開の蛮地と宣伝するようなものだから、むしろ譲ったほうが得」と諭して埼玉側を退かせたことで、騒動は幕を閉じた。かつて黒塚にあった東光寺も後にさいたま市大宮区へ移転しており、埼玉の黒塚のあった場所は後の宅地造成により見る影もなくなっている。
また、岩手県盛岡市南方の厨川にも安達ヶ原の鬼婆伝説があり、ここでは鬼婆の正体は平安中期の武将・安倍貞任の娘とされる。奈良県の宇陀地方にも同様の伝説があり、東京都台東区の「浅茅ヶ原の鬼婆」もこれらと同系統の伝説である。安政年間の土佐国（現・高知県）の妖怪絵巻『土佐お化け草紙』にも、「鬼女」と題して「安達が原のばヽ これ也」とある。
天狗研究家・知切光歳の著書『天狗の研究』によれば、東光坊祐慶の「東光坊」は、熊野修験の本拠地である熊野湯の峯の東光坊に由来するもので、この地の山伏は修行で各地を回る際、「那智の東光坊祐慶」と名乗っていたらしいことから、祐慶を名乗る山伏たちが各地で語る鬼婆伝説がもととなって、日本各地の鬼婆伝説や黒塚伝説が生まれたものと見られている。
また、前述の埼玉の鬼婆伝説については、氷川神社の神職の人物が、禁をやぶって魚や鳥を捕えて食べようとした際、鬼の面で素顔を隠したことが誤伝されたとの説もある。

## 派生作品
- 黒塚 (能)
- 石見神楽 - 黒塚と玉藻前を組み合わせた演目がある。
- 奥州安達原 - 歌舞伎・浄瑠璃の演目。
- 漫画『安達が原』 - 黒塚の伝説を下敷きにした手塚治虫の短編漫画作品。
- 漫画『WARASHI』 - 寺沢大介の漫画作品。この伝説を基とした鬼婆事件が描かれる。主人公は事件を解決した際、鬼婆の娘の霊体に自分の両親の仇との戦いが近いことを警告される。
- 小説『黒塚 KUROZUKA』 - 夢枕獏による伝奇SF小説。および野口賢によりコミカライズとそれを原案としたアニメ。
- 『組曲「黒塚」』 - この伝説を基に陰陽座 が発表。『安達ヶ原』『鬼哭啾々』の2曲からなる。
- 歌舞伎舞踊『黒塚』 - 二代目市川猿之助が黒塚の伝説を近代的舞踊として創作。今日では澤瀉屋の代表的なお家芸となっている。
- 怪談スペシャル - フジテレビで放送されたスペシャルドラマ。オムニバス形式で1話目が黒塚伝説を原案にした『鬼婆』である。
- オペラ『安達ケ原の鬼女』 - 1964年に菅野浩和が作曲[21]。声楽家の佐藤美子が鬼女になり、台本を瀬川拓男が、演出を観世栄夫が担当[22]。
- オペラ『黒塚』 - 1974年に牧野由多可が作曲[23]。台本は世阿弥の原文を飯沢匡が現代語訳。初演の演出は武智鉄二[24]。
- 演劇『黒塚』 - 劇団「木ノ下歌舞伎」による現代演劇としての上演。監修・補綴：木ノ下裕一、演出・美術：杉原邦生（KUNIO）。2013年・2015年に日本国内で上演、2016年にパリ公演を実施。[25]。